# Fritz Kern (Politiker)

Fritz Kern

Friedrich (genannt: Fritz) Kern (* 7. Januar 1903 in Eberstadt; † April 1945 (der Todestag wurde amtlich auf den 31. Dezember 1945 festgesetzt) bei Pillau in Ostpreußen) war ein deutscher Politiker (NSDAP).
Fritz Kern war der Sohn des Maurers Friedrich Kern und dessen Frau Helene geborene Ross. Nach dem Besuch der Volksschule verdiente Kern seinen Lebensunterhalt als Fabrikarbeiter in Darmstadt-Eberstadt. Zum 1. Juli 1929 trat er in die NSDAP ein (Mitgliedsnummer 139.977). Am 22. Februar 1929 heiratete Fritz Kern, der evangelischer Konfession war, zum ersten Mal. Die Ehe mit Sofie geborene Ebenrecht hielt bis 1943. Am 24. Dezember 1943 heiratete er in zweiter Ehe Gertrud Jäggle.
1931 wurde Kern Mitglied des Hessischen Landtages. Ein Jahr später, 1932, legte Kern sein Landtagsmandat nieder, nachdem er bei der Reichstagswahl im Juli 1932 als Kandidat der NSDAP für den Wahlkreis 33 (Hessen-Darmstadt) in den Reichstag gewählt worden war. Nachrücker im Landtag wurde Otto Hartmann. Nachdem sein Mandat bei den folgenden vier Reichstagswahlen – im November 1932, März 1933, November 1933 und März 1936 – bestätigt wurde, gehörte er dem Reichstag bis zu seinem Ausscheiden im April 1938 knapp sechs Jahre lang an.
Später nahm Kern am Zweiten Weltkrieg teil. Er starb im April 1945 in Ostpreußen.